# Chaim Weizman
Chaim Azriel Weizman (hebr. ‏חיים עזריאל ויצמן‎; ur. 27 listopada 1874 w Motolu, zm. 9 listopada 1952 w Rechowot) – izraelski naukowiec chemik, polityk, przywódca ruchu syjonistycznego. Dwukrotnie był prezydentem Światowej Organizacji Syjonistycznej (lata 1921–1931 i 1935–1946) oraz pierwszym prezydentem Izraela w latach 1948–1952.
Jako chemik opracował metodę produkcji syntetycznego acetonu, założyciel Instytutu Naukowego Weizmana w Rechowot w Izraelu.

## Życiorys

### Dzieciństwo i młodość
Chaim urodził się w 1874 roku w niewielkim miasteczku Motol w Imperium Rosyjskim (obecnie terytorium Białorusi). Był trzecim z dwanaściorga dzieci w ubogiej żydowskiej rodzinie. Ich ojciec był handlarzem drewna. Młody Chaim otrzymał tradycyjne religijne żydowskie wychowanie, uczęszczając do 11. roku życia do chederu. Następnie kontynuował naukę w gimnazjum w pobliskim mieście Pińsk. Wykazywał szczególne uzdolnienia w nauce chemii. W wieku 15 lat założył żydowskie stowarzyszenie młodzieżowe Jasny Język (hebr. שפה ברורה), którego celem była promocja odrodzenia języka hebrajskiego. Był jednym z najaktywniejszych uczniów w klasie i szkole.
Po zdaniu matury młody Weizman wyjechał w 1892 roku do Cesarstwa Niemieckiego, gdzie studiował chemię na politechnice w Darmstadt, a następnie w Berlinie. Podczas studiów został członkiem Akademickiego Stowarzyszenia Rosyjskich Żydów (niem. Russisch-jüdischer wissenschaftlicher Verein) i bardzo szybko stał się działaczem ruchu syjonistycznego. W 1898 roku wziął udział w niemal wszystkich spotkaniach Drugiego Kongresu Syjonistycznego. W tym samym roku przeprowadził się do Fryburga w Szwajcarii. W 1899 roku uzyskał tytuł naukowy doktora na Uniwersytecie we Fryburgu (tytuł pracy doktoranckiej: Elektrolytische Reduktion von 1-Nitroanthrachinon [und] Ueber die Kondensation von Phenanthrenchinon u. 1-Nitroanthrachinon mit einigen Phenolen).

### Działalność naukowa i polityczna
W 1901 roku rozpoczął pracę naukową jako asystent na Uniwersytecie w Genewie. W okresie zamieszkiwania w Szwajcarii, intensywniej zaangażował się w działalność polityczną. Jako młody człowiek, w 1901 roku zajął miejsce w opozycji do Theodora Herzla, angażując się w działania „frakcji demokratycznej” do której należeli także Martin Buber, Leo Motzkin, Berthold Feivel i Davis Terits. Wspólnie założyli oni Demokratyczną Partię Syjonistyczną. W okresie tym Weizman uważał się za ucznia Aszera Ginsberga. W 1903 roku podczas Szóstego Kongresu Syjonistycznego doszło do konfrontacji między Herzlem i jego zwolennikami a syjonistami odrzucającymi brytyjską propozycję osiedlenia się żydowskich kolonizatorów w Ugandzie. Herzl widział, że wszystkie dotychczasowe starania zakończyły się niepowodzeniem, a jedyną sensowną propozycją pozostającą na stole negocjacji był brytyjski plan ugandyjski. Z punktu widzenia kwestii żydowskiej sytuacja wymagała poszukiwania pilnego rozwiązania, gdyż w carskiej Rosji nasilały się pogromy, i należało znaleźć miejsce ucieczki dla tysięcy rosyjskich Żydów. Herzl podkreślał przy tym, że plan ugandyjski ma charakter tymczasowego rozwiązania, a końcowym celem syjonizmu nadal pozostaje Palestyna. Weizman początkowo popierał Herzla, jednak w trakcie kongresu zmienił zdanie i stał się jednym z jego najgorliwszych przeciwników. Plan ugandyjski tym samym stał się przyczyną wielkiego wewnętrznego kryzysu w ruchu syjonistycznym. Po tych burzliwych dyskusjach Weizman stanął na czele komisji nadzorującej wysłanie delegacji rozpoznawczej do Afryki Wschodniej, celem zbadania możliwości kolonizacji.
W 1904 roku przyjął stanowisko wykładowcy chemii w University of Manchester i przeprowadził się do Manchesteru w Anglii. W 1906 roku w Sopocie poślubił lekarkę Werę, którą poznał w 1900 r. w syjonistycznym klubie w Genewie. Mieli dwóch synów.
W latach 1904–1907 po raz pierwszy opisał proces uzyskiwania acetonu ((CH
3)
2C=O) przy wykorzystaniu fermentacji węglowodanów pochodzących np. z kukurydzy przeprowadzanej przez bakterie Clostridium acetobutylicum, a w 1915 r. złożył zgłoszenie patentowe na technologię przemysłowego uzyskiwania acetonu. Ponieważ aceton miał zastosowanie w produkcji militarnej – konkretnie kordytu (rodzaj prochu bezdymnego), który był stosowany przez brytyjską marynarkę – odkrycia Weizmana zostały bardzo szybko dostrzeżone i docenione, zwłaszcza w czasie I wojny światowej. Przy tym ze względu na sytuację wojenną i deficyty pożywienia, konieczne do procesu węglowodany pozyskiwano m.in. dzięki ogólnokrajowym akcjom zbierania nasion kasztanowców (kasztanów).
Weizman szybko zyskał sławę wybitnego naukowca. Dzięki swojej pozycji miał możliwość dotarcia do brytyjskich polityków i intelektualistów, wśród których promował idee ruchu syjonistycznego. W 1906 roku po raz pierwszy spotkał się z Lordem Arthurem Balfourem, któremu przedstawił założenia i cele syjonizmu. Podczas Siódmego Kongresu Syjonistycznego w 1907 roku wezwał do „syjonizmu syntetycznego”, czyli połączenia syjonizmu politycznego z praktycznym działaniem na rzecz rozwoju osadnictwa żydowskiego w Palestynie. W tym samym roku po raz pierwszy odwiedził Palestynę. W 1910 roku otrzymał obywatelstwo Wielkiej Brytanii. Od 1913 roku lobbował na rzecz założenia Uniwersytetu Hebrajskiego w Jerozolimie, a w 1918 roku uroczyście wmurował kamień węgielny pod budowę tej uczelni.

### I wojna światowa

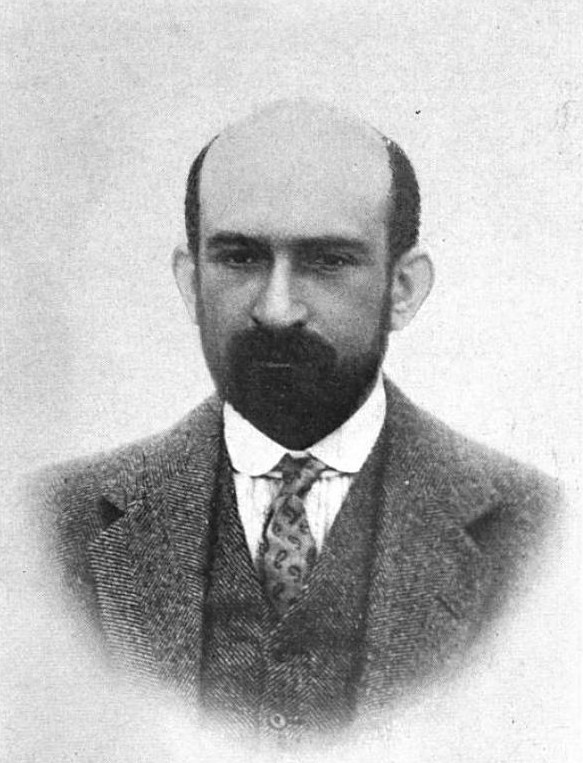
Chaim Weizmann (1918)

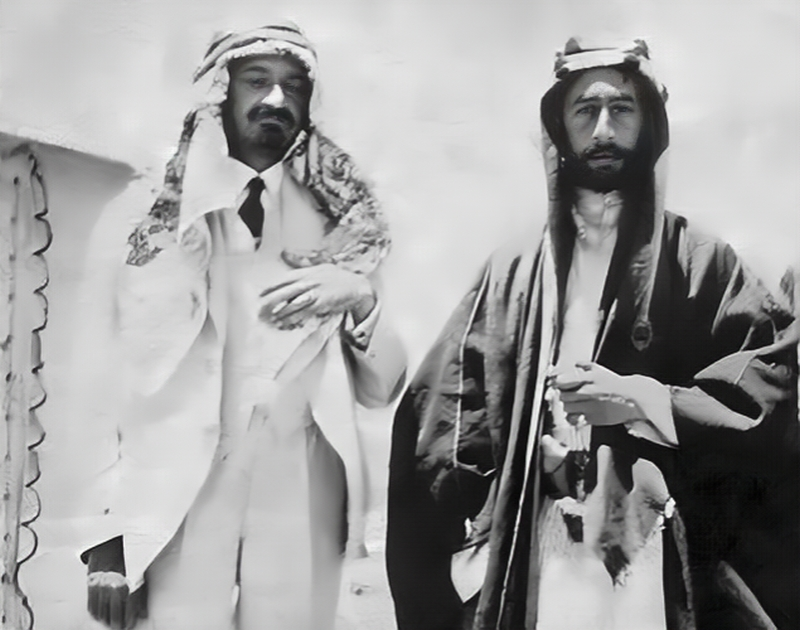
Chaim Weizmann i emir Fajsal I (1918)

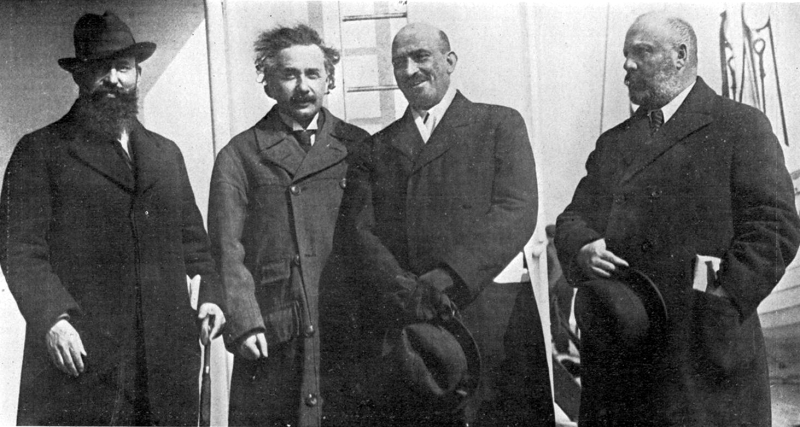
Ben-Zion Mossinson, Albert Einstein, Chaim Weizman i Menachem Ussiszkin (1921)

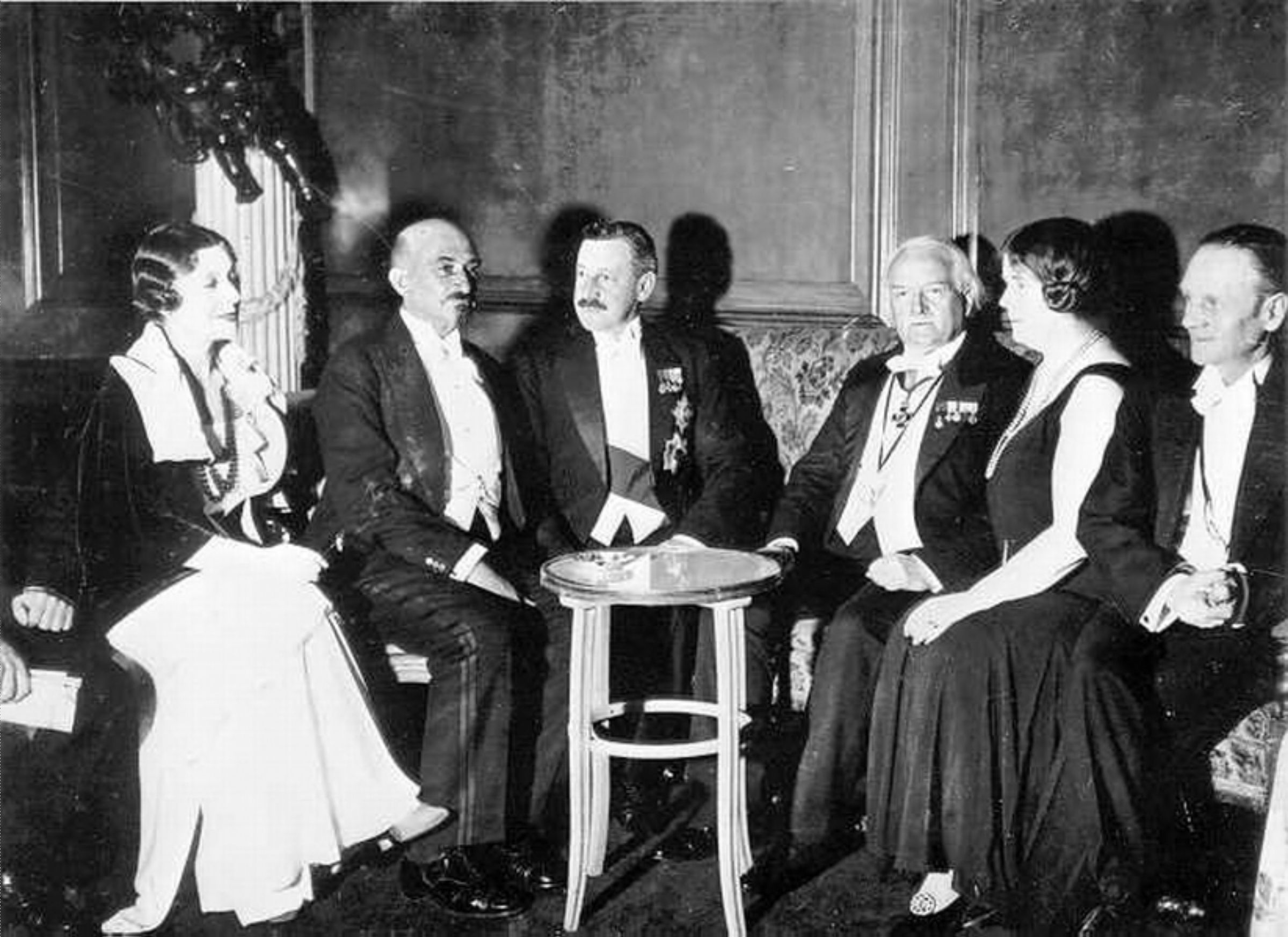
Wera i Chaim Weizmanowie, sir Herbert Samuel, hrabia David Lloyd George, Ethel Snowden i Philip Snowden (ok. 1937)

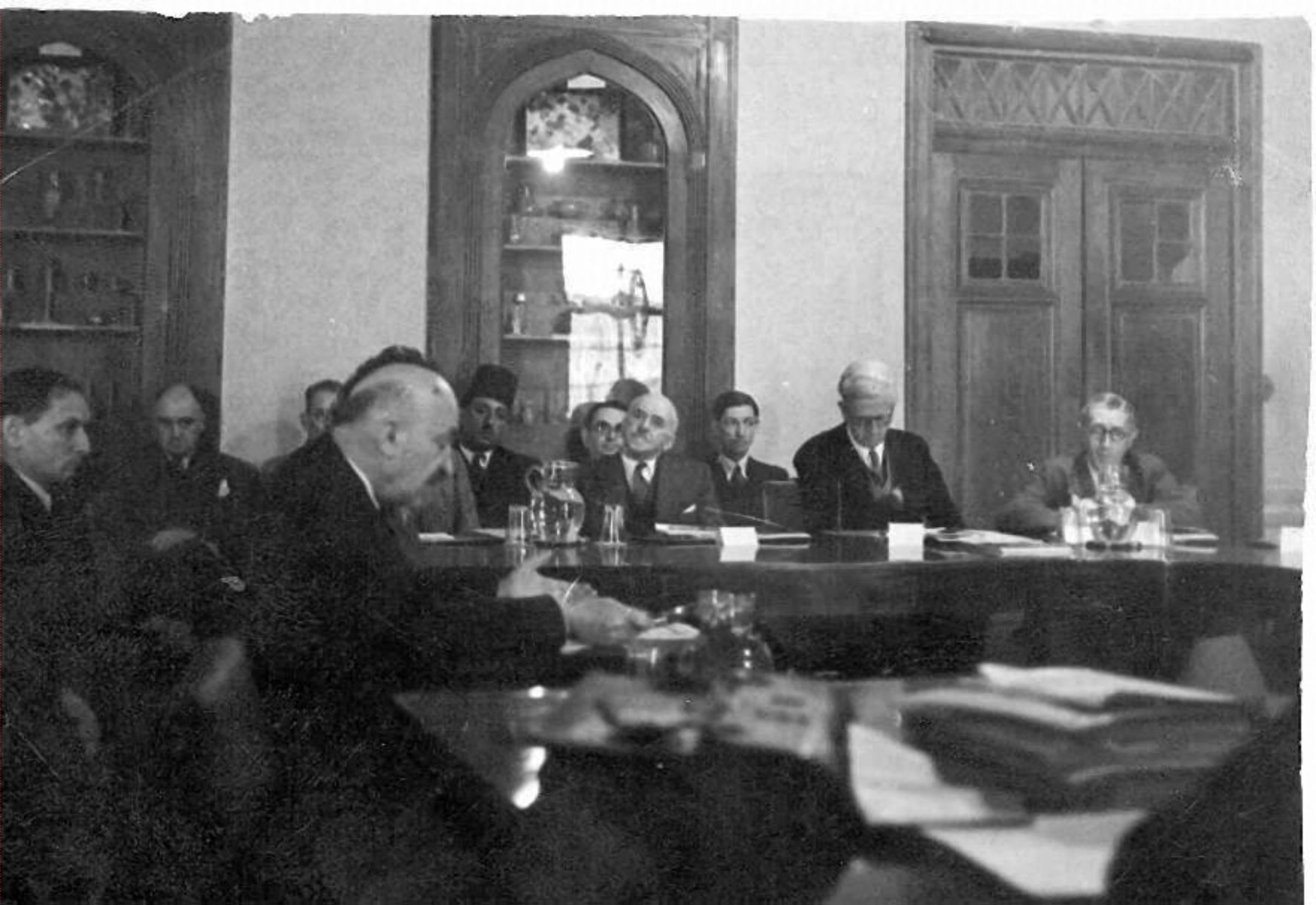
Chaim Weizman przed Anglo-Amerykańską Komisją Śledczą (1946)

Wybuch w 1914 roku I wojny światowej przyniósł z sobą wzrost zapotrzebowania na kordyt (proch bezdymny stosowany przez Royal Navy). Ze względu na działania wojenne import acetonu do Wielkiej Brytanii (uzyskiwanego do tej pory poprzez suchą destylację octanu wapnia) był bardzo utrudniony i dlatego kraj ten wykupił w 1916 roku patent Weizmana i rozpoczął produkcję na skalę przemysłową. W latach 1916–1919 Weizman był dyrektorem laboratoriów admiralicji brytyjskiej. Produkcja kukurydzy, z której przygotowywano pożywkę dla bakterii c. acetobutylicum została natomiast przeniesiona do Kanady (1916) i Stanów Zjednoczonych (1917). Brytyjski premier David Lloyd George oraz minister ds. amunicji Winston Churchill osobiście poznali Weizmana. Umożliwiło mu to zintensyfikowanie działań i wpływów na brytyjski rząd. Przyczynił się w ten sposób do ogłoszenia 2 listopada 1917 roku słynnej deklaracji Balfoura stwierdzającej, że „rząd Jego Królewskiej Mości przychylnie zapatruje się na ustanowienie w Palestynie domu dla narodu żydowskiego”. Po tym wydarzeniu Weizman zrezygnował z pracy naukowej i poświęcił się politycznej działalności syjonistycznej. W 1917 roku został prezesem Syjonistycznej Federacji Wielkiej Brytanii i Irlandii (ang. Zionist Federation of Great Britain and Ireland).

W wyniku walk toczonych w latach 1917–1918 na Bliskim Wschodzie, Brytyjczycy pokonali wojska tureckie i zajęli całość terytorium Palestyny, Syrii i Libanu. Do końca wojny obszar ten pozostawał pod brytyjską administracją wojskową. W obliczu tych wielkich zmian, Weizman spotkał się 4 czerwca 1918 roku w Akabie z emirem Fajsalem I. Celem spotkania było nawiązanie współpracy na rzecz wsparcia żydowskiego osadnictwa w Palestynie, w zamian za poparcie koncepcji utworzenia zjednoczonego państwa arabskiego. Weizman zapewnił przy tym Fajsala, że „Żydzi nie zaproponują utworzenia własnego rządu, ale chcą pracować pod brytyjską ochroną na rzecz kolonizacji i rozwoju Palestyny, bez naruszania wszelkich uzasadnionych interesów”. Pragnienia niepodległościowe palestyńskich Arabów miały być ignorowane, a nawet obaj politycy wydawali się traktować ich z pewną pogardą. Weizman nazwał ich „zdradliwymi”, „aroganckimi”, „niewykształconymi” i „chciwymi”, oraz poskarżył się, że Brytyjczycy „nie wzięli pod uwagę faktu, że istnieje zasadnicza jakościowa różnica pomiędzy Żydem i Arabem”. Po spotkaniu, Weizmann powiedział, że emir Fajsal był „pogardliwy wobec palestyńskich Arabów, których nawet nie uznawał za Arabów”. Następnie, 3 stycznia 1919 roku doszło w Londynie do podpisania Umowy Fajsal-Weizman. Porozumienie przetrwało jednak zaledwie kilka miesięcy ponieważ decyzje konferencji pokojowej w Paryżu odmówiły Arabom niepodległości. Emir Fajsal czuł się oszukany, gdyż Wielka Brytania i Francja prowadziły politykę bliskowschodnią w myśl umowy Sykes-Picot. Terytorium Bliskiego Wschodu miało zostać podzielone na dwa mandaty: francuski Mandat Syrii i Libanu i brytyjski Mandat Palestyny. Fajsal wkrótce zaczął wyrażać wątpliwości do dalszych perspektyw współpracy z ruchem syjonistycznym i 8 marca 1920 został koronowany na króla Wielkiej Syrii, którym ogłosił go syryjski Kongres Narodowy. Jedynie Weizman uważał umowę za obowiązującą. W 1947 roku powiedział: 
„Umowa zawierała również postscriptum. Ten dopisek dotyczy zastrzeżenia króla Fajsala, że będzie przestrzegał wszystkich obietnic tego dokumentu, gdy zostaną spełnione jego żądania, a mianowicie, niepodległość państw arabskich. Uważam, że oczekiwania króla Fajsala zostały obecnie spełnione. Państwa arabskie są niezależne, a więc warunek, od którego zależało spełnienie tej umowy, został spełniony. Dlatego ta umowa, pod każdym względem, powinna być obecnie ważnym dokumentem.”

### Działalność syjonistyczna
Weizman był niekwestionowanym liderem ruchu syjonistycznego. W 1919 roku wraz z Nachumem Sokołowem i Menachemem Ussiszkinem reprezentował ruch syjonistyczny na Konferencji pokojowej w Paryżu, podczas której ukształtował się powojenny świat. W kwietniu 1920 roku pracował za kulisami konferencji w San Remo, na której ustalano międzynarodowe uzgodnienia dotyczące Imperium Osmańskiego. W 1921 roku podczas Dwunastego Kongresu Syjonistycznego Weizman został wybrany prezydentem Światowej Organizacji Syjonistycznej. W tym charakterze do 1931 roku reprezentował światowy ruch syjonistyczny i społeczność żydowską przed rządem brytyjskim i innymi zachodnimi mocarstwami. W 1929 roku utworzono Agencję Żydowską, która była organem wykonawczym Światowej Organizacji Syjonistycznej. Po publikacji w 1930 roku białej księgi Passfielda, Weizman spędził wiele czasu, dążąc do zmienienia linii brytyjskiej polityki, która ograniczała wielkość żydowskiej imigracji napływającej do Palestyny. Syjoniści uznali, że publikacja tego dokumentu oznacza wycofanie się brytyjskiego rządu z obietnic złożonych w 1917 roku w deklaracji Balfoura. W odpowiedzi, liczne organizacje żydowskie rozpoczęły na całym świecie kampanię wymierzoną przeciwko tej Białej Księdze. Zmusiło to brytyjskiego premiera Ramsay MacDonalda do napisania 13 lutego 1931 roku listu z wyjaśnieniami do Weizmana.
W 1931 roku kolejny Kongres Syjonistyczny odrzucił jego kandydaturę na prezydenta Światowej Organizacji Syjonistycznej. Było to wynikiem wzrostu anty-brytyjskich nastrojów, podczas gdy Weizman był związany ze światem brytyjskiej polityki. Kolejne lata wykorzystał na starania o utworzenie Instytutu Nauki w Rechowot w Mandacie Palestyny. Dzięki wsparciu finansowemu barona Israela Sieffa instytut został otworzony w 1934 roku. W 1949 roku jego nazwę zmieniono na Instytut Naukowy Weizmana.
W 1935 roku Weizman został ponownie wybrany na prezydenta Światowej Organizacji Syjonistycznej. Wraz z wybuchem w 1936 roku arabskiego powstania w Palestynie służył jako delegat w negocjacjach prowadzonych z różnymi stronami konfliktu izraelsko-arabskiego. Zażądał od Komisji Peela znalezienia schronienia dla milionów prześladowanych na całym świecie Żydów. Jako jeden z pierwszych zaproponował podzielenie Mandatu Palestyny na państwo arabskie i żydowskie. Podczas II wojny światowej Weizman był honorowym doradcą brytyjskiego Ministerstwa Zaopatrzenia i prowadził badania nad metodami produkcji kauczuku syntetycznego i benzyny syntetycznej. Równocześnie wspierał utworzenie Brygady Żydowskiej. 11 kwietnia 1942 roku stracił syna Michaela. Był on pilotem Royal Air Force i został zestrzelony nad Zatoką Biskajską. Po zakończeniu wojny cały region Bliskiego Wschodu przechodził bardzo duże zmiany. Weizman starał się za wszelką cenę uniknąć konfrontacji z brytyjskim rządem, wzywając do kontynuowania negocjacji w celu anulowania dekretów białych ksiąg. Jego umiarkowana polityka stała w sprzeczności z coraz bardziej radykalnym ruchem walki rozwijającym się w Mandacie Palestyny. Na tym tle doszło do głębokiego kryzysu między Weizmanem a przewodniczącym Agencji Żydowskiej, Dawidem Ben Gurionem. Stopniowo wpływ jego przywództwa malał, aż w 1946 roku Weizman zrezygnował z zajmowanego stanowiska. Pomimo to, w dalszym ciągu wykorzystywał swoje międzynarodowe znajomości i powiązania do lobbowania na rzecz utworzenia państwa żydowskiego. W marcu 1948 roku spotkał się z amerykańskim prezydentem Harrym Trumanem i zabiegał o poparcie Stanów Zjednoczonych dla utworzenia państwa żydowskiego. Weizman wniósł istotny wkład w tworzenie planu podziału Mandatu Palestyny i osiągnięcie uznania przez Stany Zjednoczone niepodległego państwa Izrael.

### Prezydent Izraela

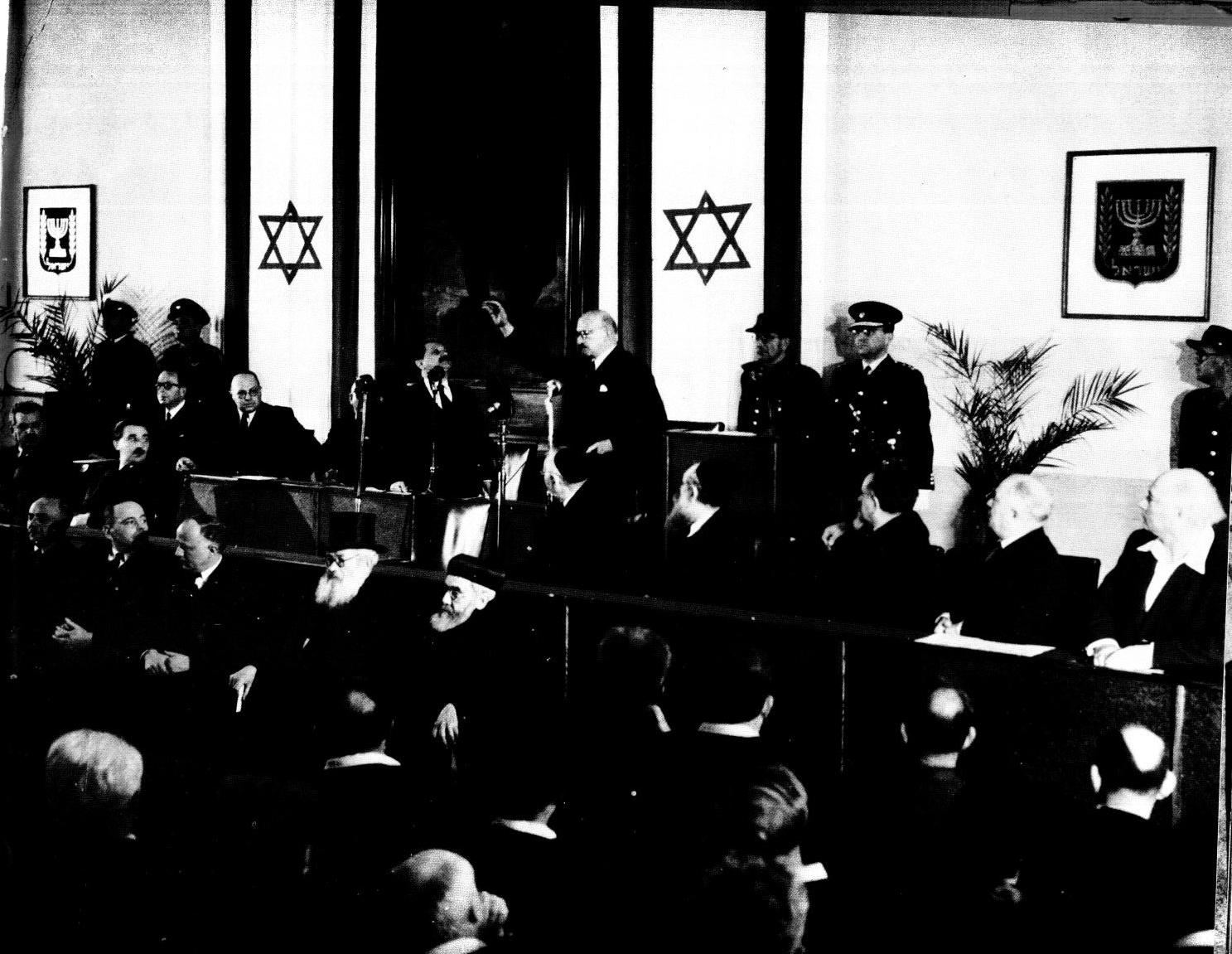
Zaprzysiężenie Chaima Weizmana na prezydenta (1949)

14 maja 1948 roku mimo ostrego sprzeciwu państw arabskich ogłoszono powstanie niepodległego państwa Izrael, a Tymczasowa Rada Państwa (hebr. Moezet HaMedinah HaZemanit) wybrała Chaima Weizmana na swojego przewodniczącego. Po ustabilizowaniu się sytuacji I wojny izraelsko-arabskiej, w styczniu 1949 roku przeprowadzono pierwsze wybory parlamentarne do zgromadzenia ustawodawczego (Knesetu), a miesiąc później – 15 lutego – na specjalnym posiedzeniu parlamentu wybrano Weizmana na pierwszego prezydenta Izraela. W tej roli udał się w kwietniu 1949 roku z wizytą do Stanów Zjednoczonych, gdzie uzyskał dla Izraela pomoc finansową w wysokości 23 mln dolarów.
Ponieważ urząd prezydencki był pierwotnie związany z Knesetem, po wyborze Drugiego Knesetu został 19 listopada 1951 roku wybrany na drugą kadencję. Dzięki tantiemom z licznych wynalazków Weizman był bardzo zamożnym człowiekiem. Zamieszkał w luksusowych warunkach w Rechowot, a jego dom stał się oficjalną siedzibą prezydenta państwa. Odmawiał pobierania wynagrodzenia za sprawowane funkcje w organizacjach syjonistycznych, i w 1949 roku odmówił także pobierania wynagrodzenia za sprawowanie prezydentury państwa. Komisja Finansów odrzuciła początkowo to życzenie, ostatecznie zgodzono się na wynagrodzenie symboliczne. Kolejne lata jego służby wiązały się z szybko pogarszającym się stanem jego zdrowia. Z tego powodu nie mógł uczestniczyć we wszystkich uroczystościach państwowych i wydarzeniach politycznych. Pomimo choroby zachowywał pełną jasność umysłu oraz swój słynny dowcip i humor. W ostatnich latach życia stopniowo tracił wzrok. Zmarł 9 listopada 1952 roku i został pochowany obok żony w ogrodzie swojego domu w Rechowot.
Jego bratanek Ezer Weizman był siódmym prezydentem Izraela.

## Publikacje
- Trial and Error: The Autobiography of Chaim Weizmann. Jewish Publication Society of America, 1949. Brak numerów stron w książce